# Eddy Pieters Graafland
 Eduard Laurens „Eddy“ Pieters Graafland  (* 5. Januar 1934 in Amsterdam; † 28. April 2020 in Barendrecht) war ein niederländischer Fußballspieler.

## Familie
Eddy Pieters Graafland entstammte einem Zweig des ehemaligen Amsterdamer Patriziergeschlecht Graafland. 

## Karriere

### Verein
Eddy PG, so sein Spitzname, begann im Alter von elf Jahren bei Ajax Amsterdam mit dem Fußballspielen. Im Alter von siebzehn Jahren gab er 1951 sein Debüt im Seniorenbereich. Mitte der 1950er Jahre leistete Pieters Graafland seinen Militärdienst in Arnheim ab. Während dieser Zeit trainierte er mit der Mannschaft von Vitesse Arnheim. Nach dem Ende seines Wehrdienstes kehrte er nach Amsterdam zurück und wurde mit Ajax 1957 niederländischer Meister.
1958 wechselte er für den damaligen Rekordbetrag von 134.000 Gulden zu Feyenoord Rotterdam. Dort gewann er 1961 und 1962 ebenfalls den Meistertitel. 1965 und 1969 holte er mit Feyenoord das Double aus Meisterschaft und KNVB-Pokal.
Zur Saison 1969/70 verlor er seinen Stammplatz an Eddy Treijtel. Feyenoord erreichte in dieser Saison das Finale des Europapokals der Landesmeister gegen Celtic Glasgow. Als ihn Trainer Ernst Happel für das Finale aufstellen wollte, lehnte Pieters Graafland zunächst ab. Er revidierte seine Entscheidung jedoch und gewann mit Feyenoord das Finale.  Es war sein letztes offizielles Spiel im Profifußball.

### Nationalmannschaft
Zwischen 1957 und 1967 bestritt  er 47 Länderspiele für die niederländische Nationalmannschaft.

## Nach der Karriere
Nach Ende seiner aktiven Laufbahn als Fußballer begann er einen Handel mit Werbe- und Geschäftsgeschenken. Pieters Graafland war ein begeisterter Amateurfilmer. Einige seiner Filme, die er bereits während seiner Fußballerkarriere drehte, wurden regelmäßig in verschiedenen Sportprogrammen im Fernsehen ausgestrahlt.

## Erfolge
- Niederländischer Meister (5): 1956/57, 1960/61, 1961/62, 1964/65, 1968/69
- Niederländischer Pokalsieger (2): 1965, 1969
- Europapokal der Landesmeister: 1970

## Ehrungen
1999 wurde er bei der von der IFFHS organisierten Wahl zum europäischen Torhüter des 20. Jahrhunderts nach Hans van Breukelen und Edwin van der Sar auf den dritten Platz der niederländischen Torhüter gewählt.